# 索伦县 (锡金邦)
索伦县（英語：Soreng district）是印度锡金邦所辖的一个县。该县总面积293 km²，人口64,760 (2011年)。县治位于索倫。
2021年12月，西錫金縣下轄的索倫被拆分出來，新設索倫縣。